# Zvíkov (České Budějovice-i járás)
Zvíkov település Csehországban, a České Budějovice-i járásban. Zvíkov Libín, Lišov, Hlincová Hora, Hvozdec, Jivno, Ledenice és České Budějovice településekkel határos. Lakosainak száma 256 fő (2024. január 1.).

## Népesség
A település lakosságának változását az alábbi diagram mutatja:
| Lakosok száma | 316  | 331  | 340  | 228  | 205  | 266  | 265  | 260  | 259  | 256  |
|               | 1869 | 1890 | 1921 | 1950 | 1980 | 2001 | 2017 | 2019 | 2022 | 2024 |